# Grüne Graubünden
GRÜNE Graubünden (deutsch) / VERDA Grischun (romanisch) / VERDI Grigioni (italienisch) (früher Verda, La Verda, Verda – Grünes Graubünden und Verda - Grüne Graubünden) ist eine politische Partei im Schweizer Kanton Graubünden. Sie ist seit 2010 Mitglied der Grünen Partei der Schweiz.

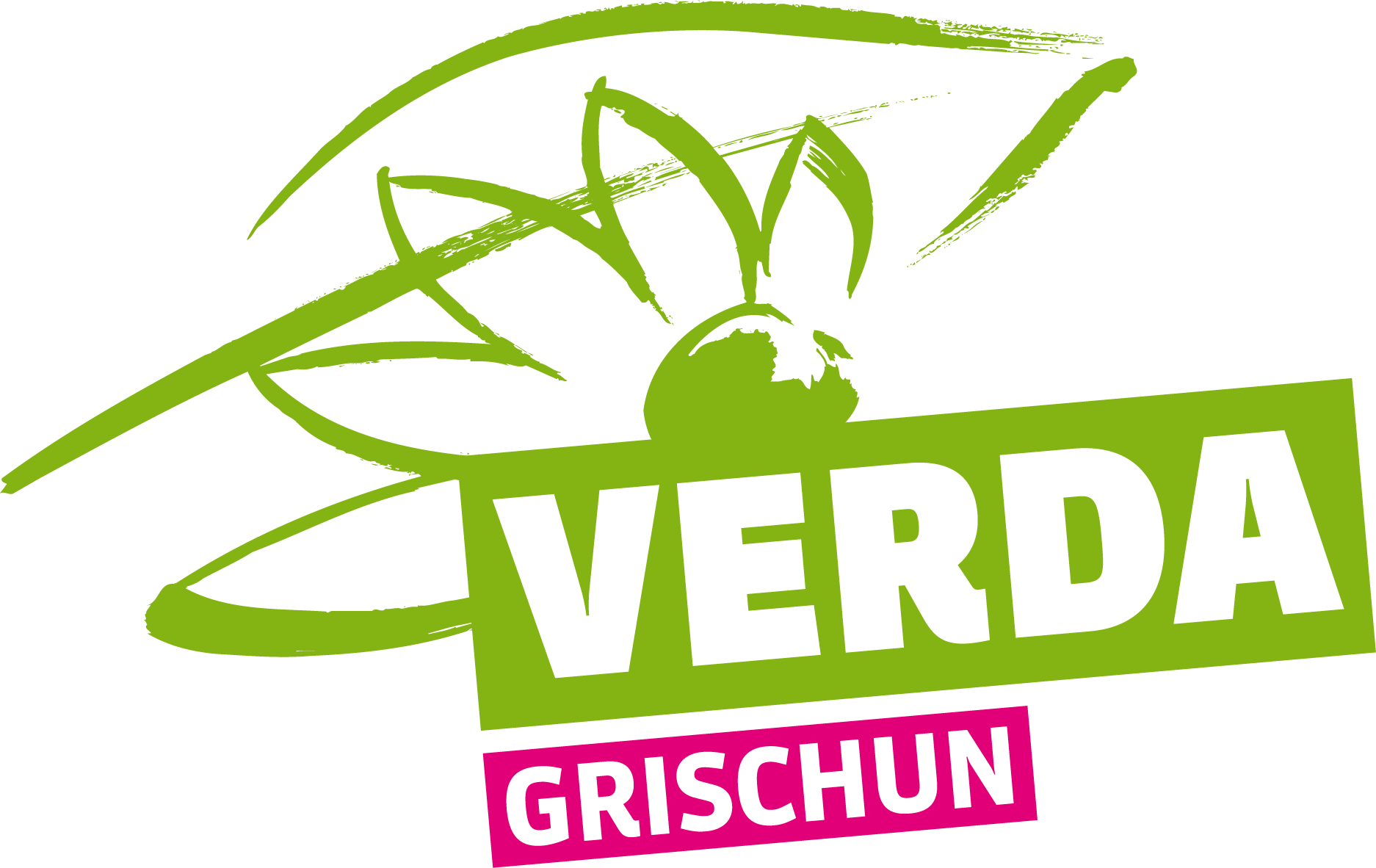
VERDA Grischun

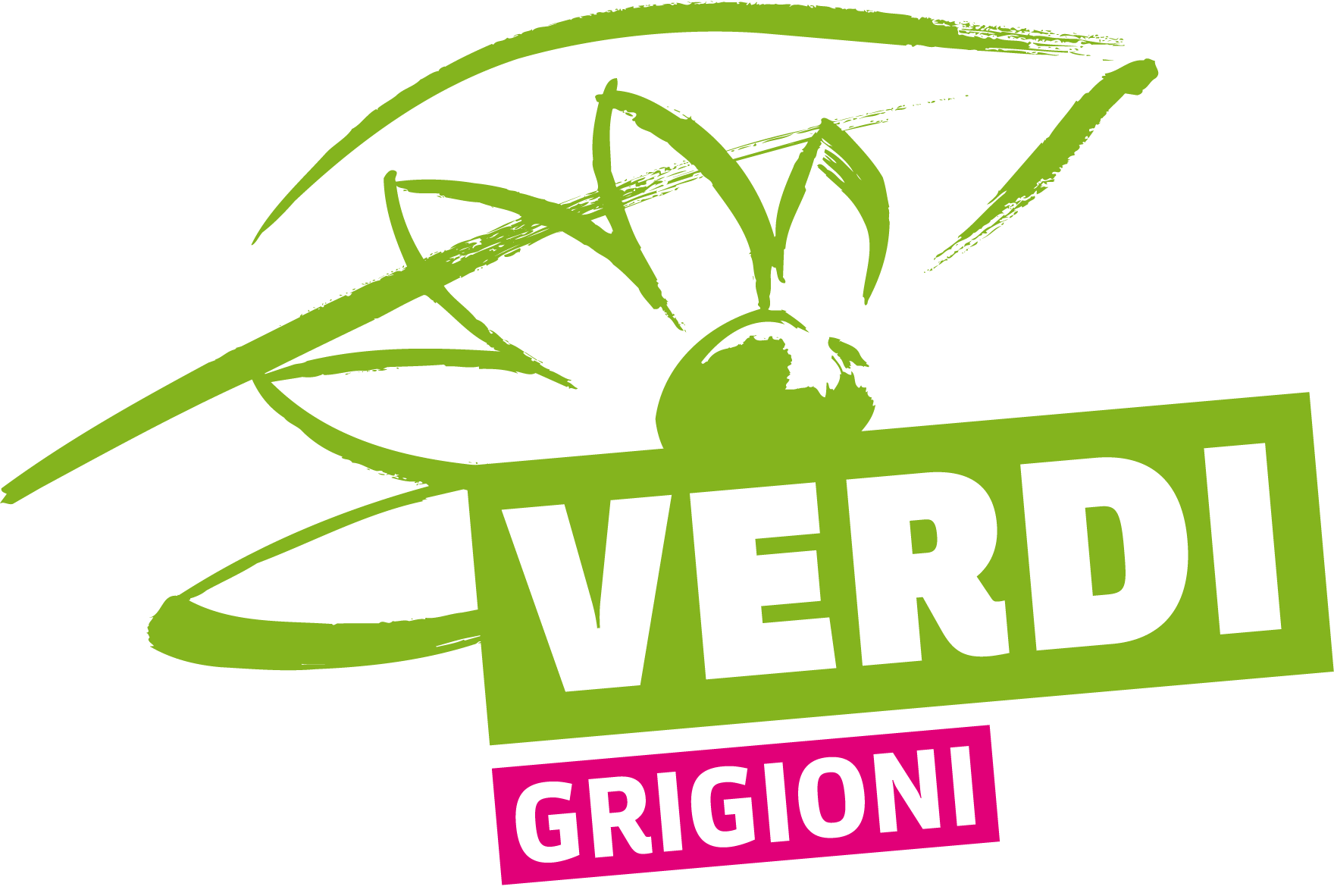
VERDI Grigioni

## Geschichte und Mandate
In Graubünden bestehen seit den neuzehnhundertsiebziger Jahren grüne Bewegungen. In den achtziger Jahren gewannen die Bündner Grünen durch den  Kampf gegen neue Wasserkraftwerke an Einfluss. 1987 und 1991 traten sie erstmals unter dem Namen Autunna Verde zu den Nationalratswahlen an. Im Grossen Rat war La Verda, wie sich die Partei fortan nannte, nie vertreten. Bei der Grünen Partei der Schweiz (GPS) hatten die Bündner Beobachterstatus. Im März 2003 löste sich La Verda auf.
Am 26. Juni 2007 wurde in Thusis Verda – Grünes Graubünden neu gegründet. Ihr erster Präsident und Gründer war Martin Tucek. Als erste – und bislang einzige – Ortspartei besteht Verda – Grüne Davos, die sich unter der Leitung von Rolf Marugg seit dem Jahr 2001 vornehmlich dem Kampf gegen das WEF widmet. Von 2005 bis 2017 war Rolf Marugg im Gemeindeparlament in Davos vertreten. Bei den Gemeinderatswahlen in Chur traten die GRÜNEN seit 2009 zusammen mit der Freien Liste Chur unter dem Namen Freie Liste Verda an. Von 1994 bis 2003 sass Eva Ködderitzsch für die Freie Liste Verda im Churer Gemeinderat, Anita Mazzetta von 2009 bis 2020. 2018 amtete sie als Gemeinderatspräsidentin und damit als «höchste Churerin».
In den Jahren 2007, 2011 und 2019 traten die GRÜNEN Graubünden zu den Nationalratswahlen an. Im Jahr 2010 wurden sie Mitglied der Grünen Schweiz. Von 2012 bis 2016 war Angelo Andina Präsident der Verda. Von 2016 bis 2020 wurde die GRÜNEN vom Vorstand bestehend aus Anita Mazzetta, Kaspar Schuler und Rolf Marugg geführt. Von Januar bis April 2019 war Nicolas Zogg Vorstandsmitglied und Präsident, ab Mai 2019 bis Juni 2020 Generalsekretär. Am 18. Januar 2019 wurden in Chur die Jungen Grünen Graubünden gegründet. Bei den Grossratswahlen 2022 gewannen die Grünen über eine gemeinsame Liste mit der SP erstmals zwei Sitze im Grossen Rat.

## Politische Ausrichtung
Die GRÜNEN Graubünden gehören dem links-grünen Lager an und setzt sich besonders für den Umweltschutz, den Öffentlichen Verkehr, Gleichstellung von Frau und Mann, für erneuerbare Energien und für eine nachhaltige Landwirtschaft ein.
Im Jahr 2019 haben die GRÜNEN diese Kernanliegen formuliert:
- Landwirtschaft und Ernährung: Regional, saisonal, biologisch und fair produzieren und konsumieren
- Klima: Fossilfrei wohnen und reisen
- Energie: Stromwende dank effizientem Mix aus Sonne und Wasser
- Wasser: Gesunde und lebendige Gewässer sind lebensnotwendig
- Biodiversität: Vielfalt statt Einfalt
- Gesellschaft: mehr soziale Gerechtigkeit durch Gleichberechtigung und mehr Partizipation
- Tourismus: Mehr Qualität und Eigenart statt Allerweltsware und Quantität